# Decisions
Decisions è un brano del produttore musicale israeliano Borgore in collaborazione con la cantante statunitense Miley Cyrus. È stato pubblicato in modo indipendente il 10 luglio 2012, e ha ricevuto recensioni generalmente positive dai critici musicali.

## Video musicale
Il videoclip, diretto da Christian Lamb, è stato pubblicato il 1º novembre 2012 attraverso il canale YouTube di Borgore.